# Patrik Elmander
Patrik Elmander, född 26 november 1978 i Alingsås, är en svensk fotbollsspelare (anfallare) som spelar för Holmalunds IF. Hans bröder Peter och Johan Elmander är också fotbollsspelare. 

## Karriär
Patrik Elmander inledde med att spela i moderklubben Holmalunds IF. Därefter har han spelat i klubbarna Gais, Örgryte IS, Kalmar FF och Raufoss. Säsongerna 2006 och 2007 representerade Elmander Jönköpings Södra IF i Superettan där han spelade 55 matcher över två år och gjorde 25 mål. Sedan säsongen 2008 spelade han återigen i Örgryte IS. Han valde dock den 3 juli 2009 att avbryta sitt kontrakt med ÖIS på grund av utebliven speltid.
Under 2009 återvände Patrik Elmander till Alingsås där han arbetade som chaufför på sin fars åkeri och spelade fotboll i division 4 för Alingsås IF.
I augusti 2011 skrev Patrik Elmander på ett nytt kontrakt för Örgryte IS som sträckte sig säsongen ut. Han lämnade dock återigen klubben efter att kontraktet gått ut.

## Seriematcher / mål
- 2011: 11/4 (Endast i ÖIS)
- 2010: ?/?
- 2009: 6/0 (Endast i ÖIS)
- 2008: 22/2
- 2007: 27/9
- 2006: 28/16
- 2005: 19/3
- 2004: 29/10
- 2003: ?
- 2002: 5/0
- 2001: 22/4